# Armand du Paty de Clam
El Comandante Armand Auguste Charles Ferdinand Mercier du Paty de Clam  (París, Francia, 21 de febrero de 1853-Versalles, Francia, 3 de septiembre de 1916) fue un oficial francés y aficionado de la grafología, a quien se le confió la instrucción preliminar del Caso Dreyfus.

## Su papel en elCaso Dreyfus
En octubre de 1894, pocos días después del descubrimiento del «bordereau», una carta enviada al agregado militar alemán en París que mencionaba información secreta del Ministerio de Guerra. Las sospechas llevaron, falsamente, al Capitán Alfred Dreyfus.
Du Paty de Clam entonces fue el encargado de comparar la escritura de Dreyfus y la de la lista. Du Paty concluyó que los puntos comunes bastaban para justificar una investigación más profunda.
Las autoridades militares lo nombran entonces responsable de la investigación oficial. El 15 de octubre, convoca a Dreyfus al ministerio después de haber preparado cuidadosamente el encuentro. Con el falso pretexto de una herida en la mano, le solicita a Dreyfus escribir en su lugar una carta que repite elementos de la lista. Aunque Dreyfus se niega a reconocer ser el autor de la misiva, du Paty le anuncia que está detenido por alta traición y le ofrece un arma: en vano, pues Dreyfus no desea suicidarse.
Conducido a la prisión de Cherche-midi, se le impone a Dreyfus una serie de pruebas grafologicas por parte de du Paty: de pie, acostado, sentado, con la mano izquierda. La opinión de Clam debe ser corroborada sin embargo por la de un experto en grafología.
Un primer experto, Alfred Gobert, entrega un informe negativo. Posteriormente se acudió a otro experto, Alphonse Bertillon. Éste devuelve un informe positivo sustentado en su reciente tesis, creada para tal motivo, del "autoforgerie" que pretendía explicar que Dreyfus redactó la nota imitando su propia escritura pero insinuando desemejanzas voluntarias. Habría insinuado por ejemplo allí imitaciones de la escritura de su hermano Mathieu.
Finalmente, du Paty de Clam redacta un informe que omite las informaciones favorables para Dreyfus y añade datos «abrumadores». Es él quien entrega un expediente secreto a los jurados militares del proceso de 1894, a puertas cerradas es decir durante las deliberaciones. Por lo tanto, la defensa no tiene modo de discutir estas "pruebas" cuyo conocimiento desconocía. Le ordena también a la Sra. Dreyfus guardar silencio sobre la detención de su marido.
Cuando el asunto tomó un giro desfavorable para el Estado Mayor, du Paty de Clam será retirado de oficio. En 1914, a la edad de 61 años, reingresa al ejército durante la Primera Guerra Mundial bajo las órdenes de su propio hijo. Acabará sus días en 1916 en su propio cuarto por causa de una herida recibida en el frente.
- Datos: Q532404
- Multimedia: Armand Mercier du Paty de Clam / Q532404